# Jan van Gilse
Jan van Gilse (ur. 11 maja 1881 w Rotterdamie, zm. 8 września 1944 w Oegstgeest) – holenderski kompozytor i dyrygent.

## Życiorys
W latach 1897–1902 studiował w konserwatorium w Kolonii u Franza Wüllnera (dyrygentura i kompozycja) i Maxa van de Sandta (fortepian). W latach 1902–1903 kontynuował studia w Berlinie u Engelberta Humperdincka. Od 1905 do 1908 roku działał jako kapelmistrz operowy w Bremie, a od 1908 do 1909 roku w Amsterdamie. W latach 1917–1922 był dyrygentem opery miejskiej w Utrechcie. Między 1927 a 1933 rokiem przebywał w Berlinie. Od 1933 do 1937 roku był dyrektorem konserwatorium utrechckiego. Współzałożyciel Genootschap van Nederlandse Componisten i Bureau voor Muziek-Auteursrechten (BUMA). Podczas II wojny światowej uczestnik holenderskiego ruchu oporu.

## Twórczość
W swojej twórczości nawiązywał do dorobku romantyzmu niemieckiego. Skomponował m.in. 5 symfonii (I 1900–1901, II 1902–1903, III „Erhebung” na sopran i orkiestrę 1907, IV „Spring” 1915, V 1922–1923), Uwerturę koncertową (1900), Variaties over een St. Nicolaasliedje (1909), Prologus brevis (1928), 3 Tantzskizzen na fortepian i małą orkiestrę (1926), Kleine Vals na małą orkiestrę (1936), Trio na flet, skrzypce i altówkę (1927), pieśń Der Kreis des Lebens na chór i orkiestrę do słów Rainera Marii Rilkego (1929), kantatę Sulamith (1902), oratorium Eine Lebenmesse (1904), opery Frau Helga von Staveren (1913) i Thijl (1940).